# Praia de Castelhanos
Vista da praia a partir do mirante do coração
A Praia de Castelhanos ou Praia dos Castelhanos é uma praia localizada no distrito de Paranabi, em Ilhabela, São Paulo. Destaca-se por sua beleza paradisíacas, cultura caiçara, cachoeiras e pela forma da baía de águas azul claras que formam o desenho de um coração, sendo considerada uma das praias mais bonitas do Brasil. É conhecida pela prática surfe e por ser uma das mais limpas do estado.

## Características
Com aproximadamente 2 quilômetros de extensão, por localizar-se na porção leste da ilha, seu acesso é bastante complicado, sendo feito por uma trilha de 22 km de extensão acessível apenas por jipes com tração nas quatro rodas.
É a única praia daquele lado da ilha acessível por veículos terrestres motorizados. No local, há algumas barracas que servem comidas aos visitantes, funcionando a base de geradores. Da praia, saem trilhas que levam a outras praias mais selvagens ou a cachoeiras.

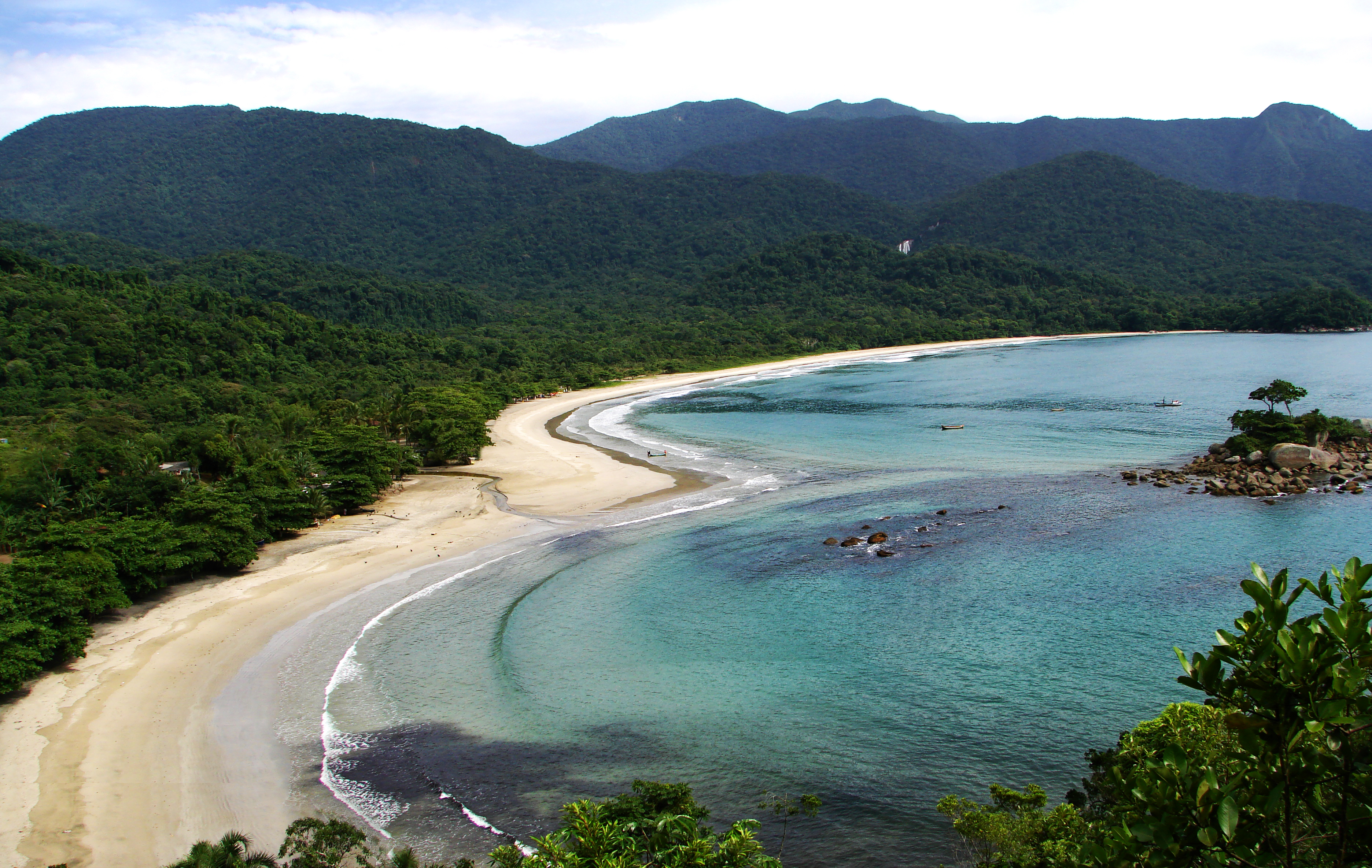
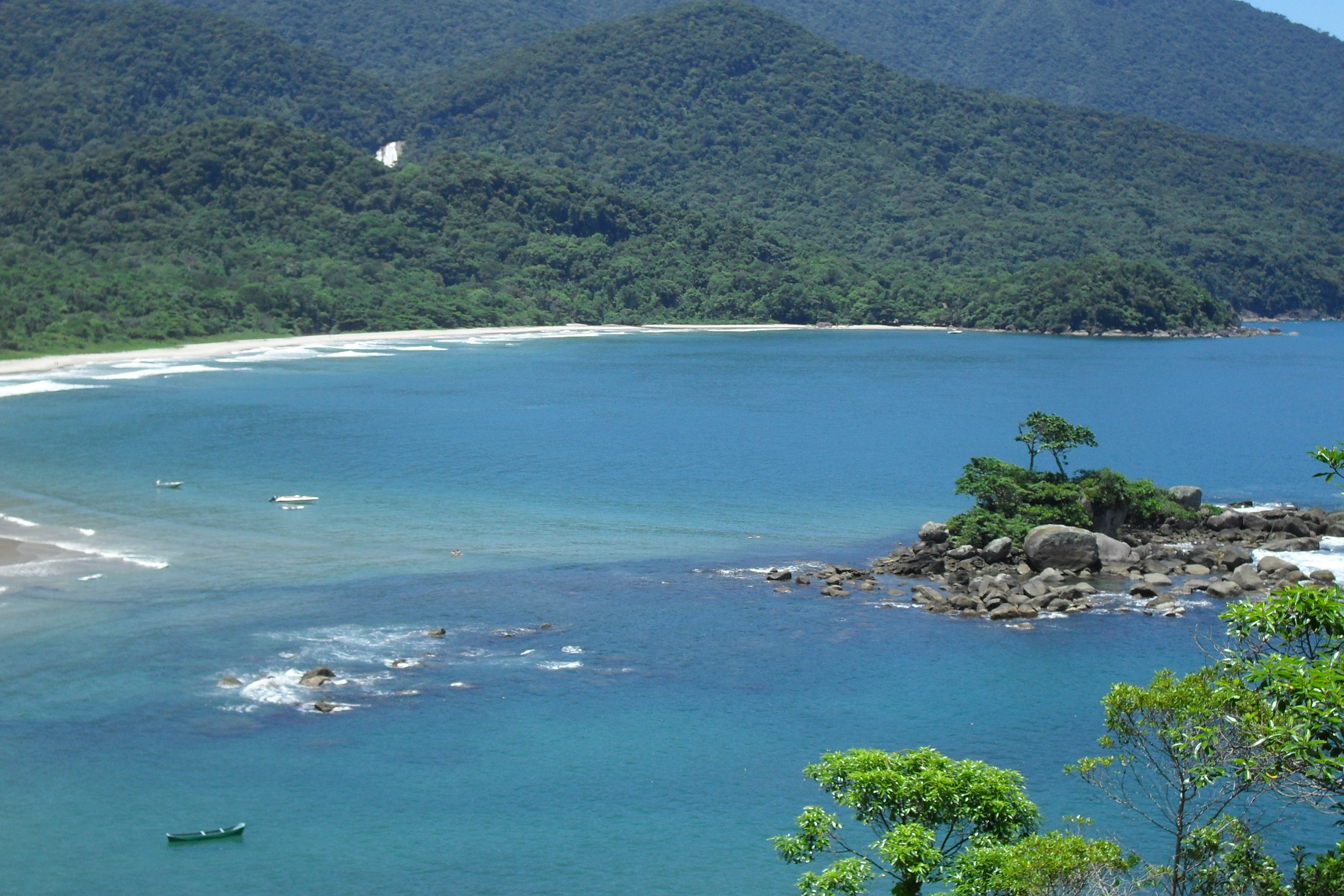
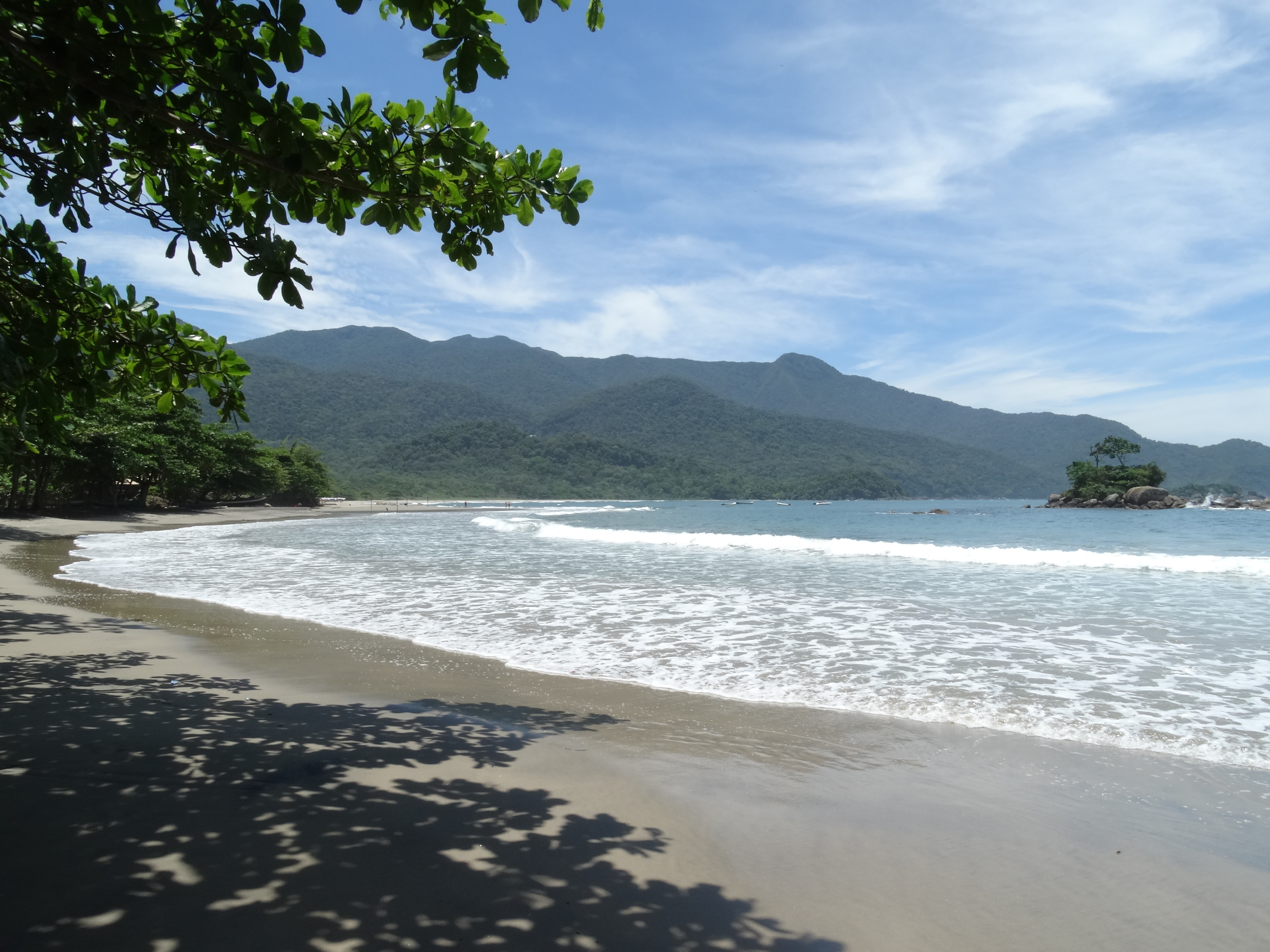
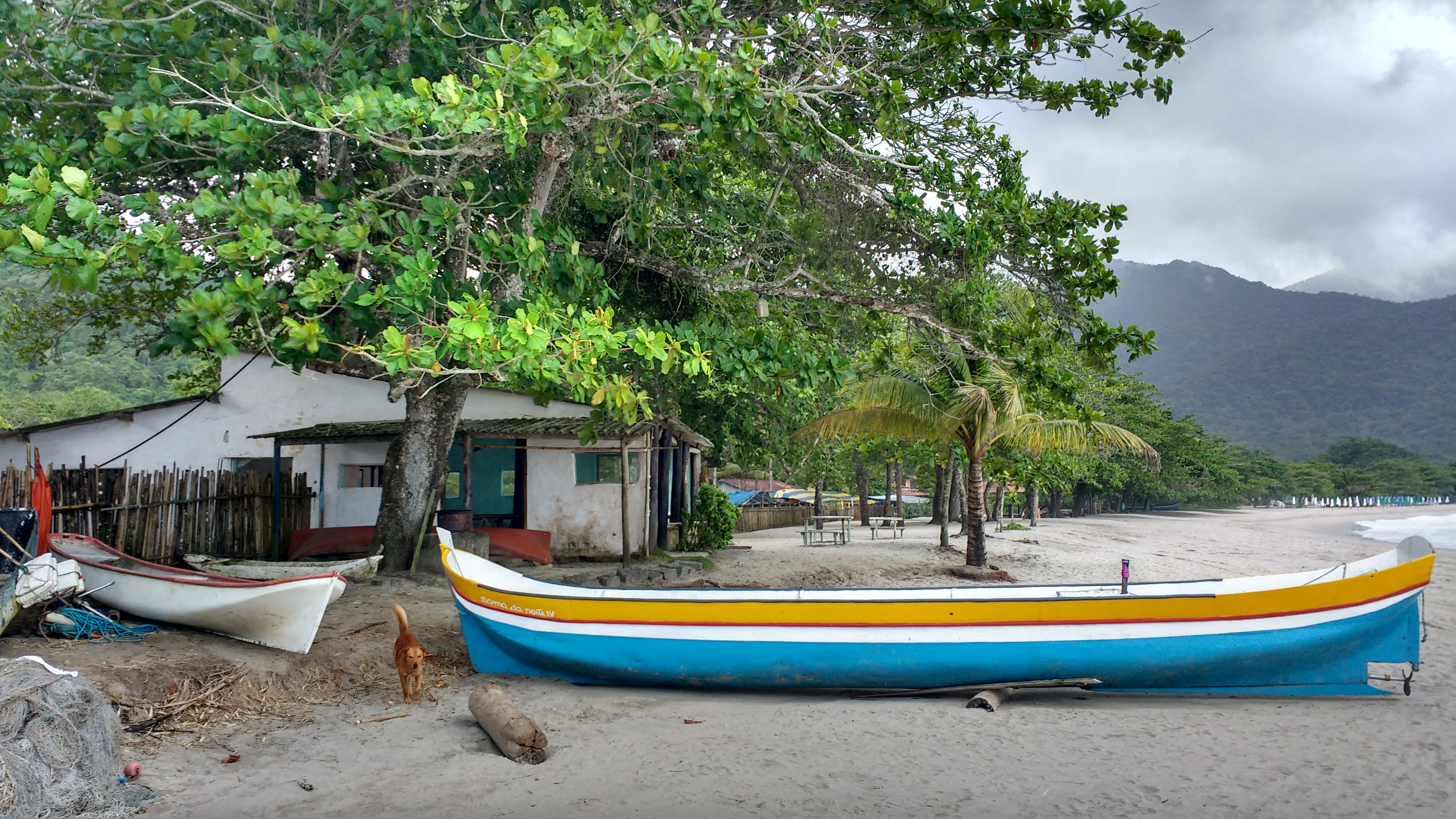
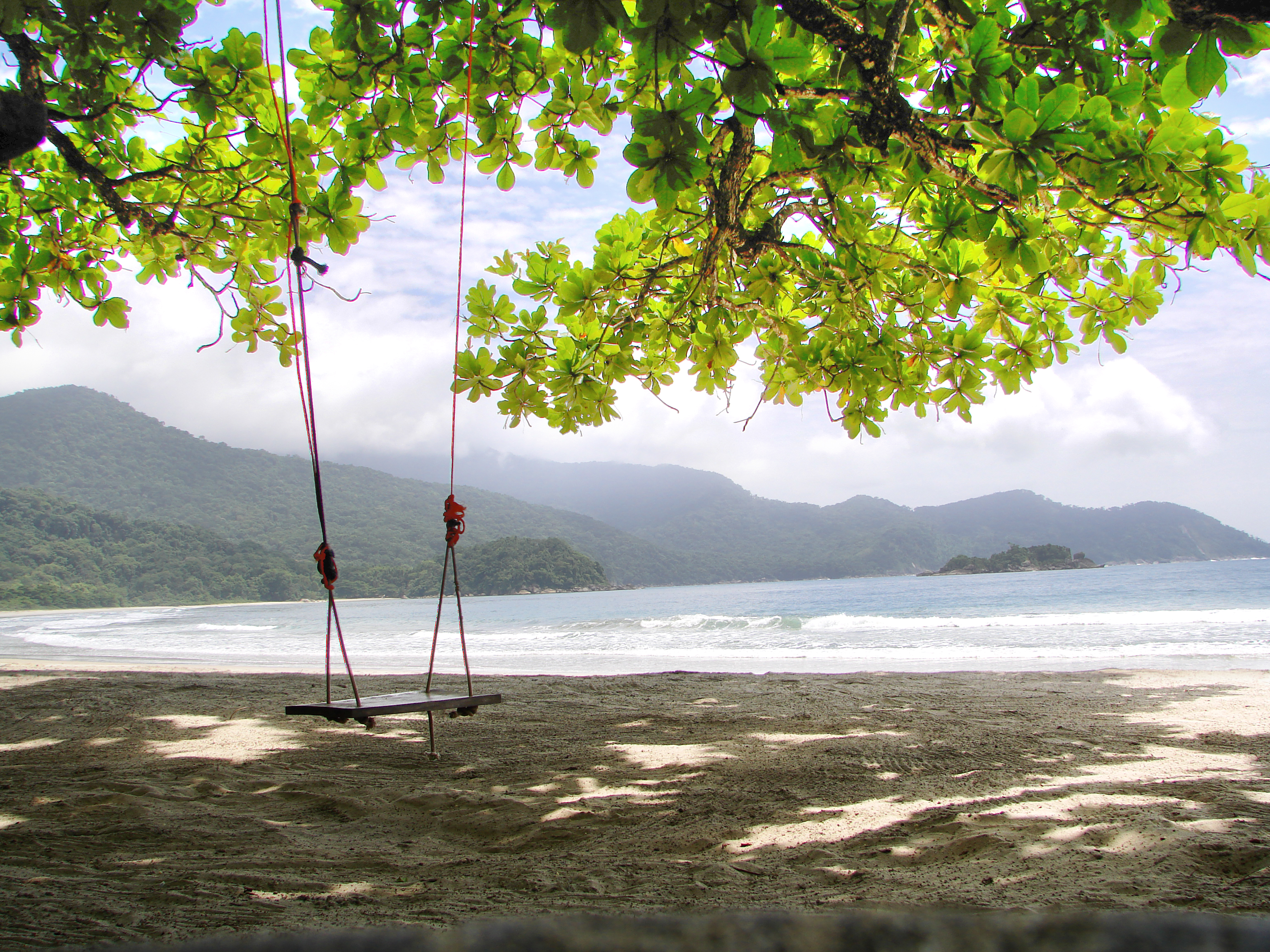
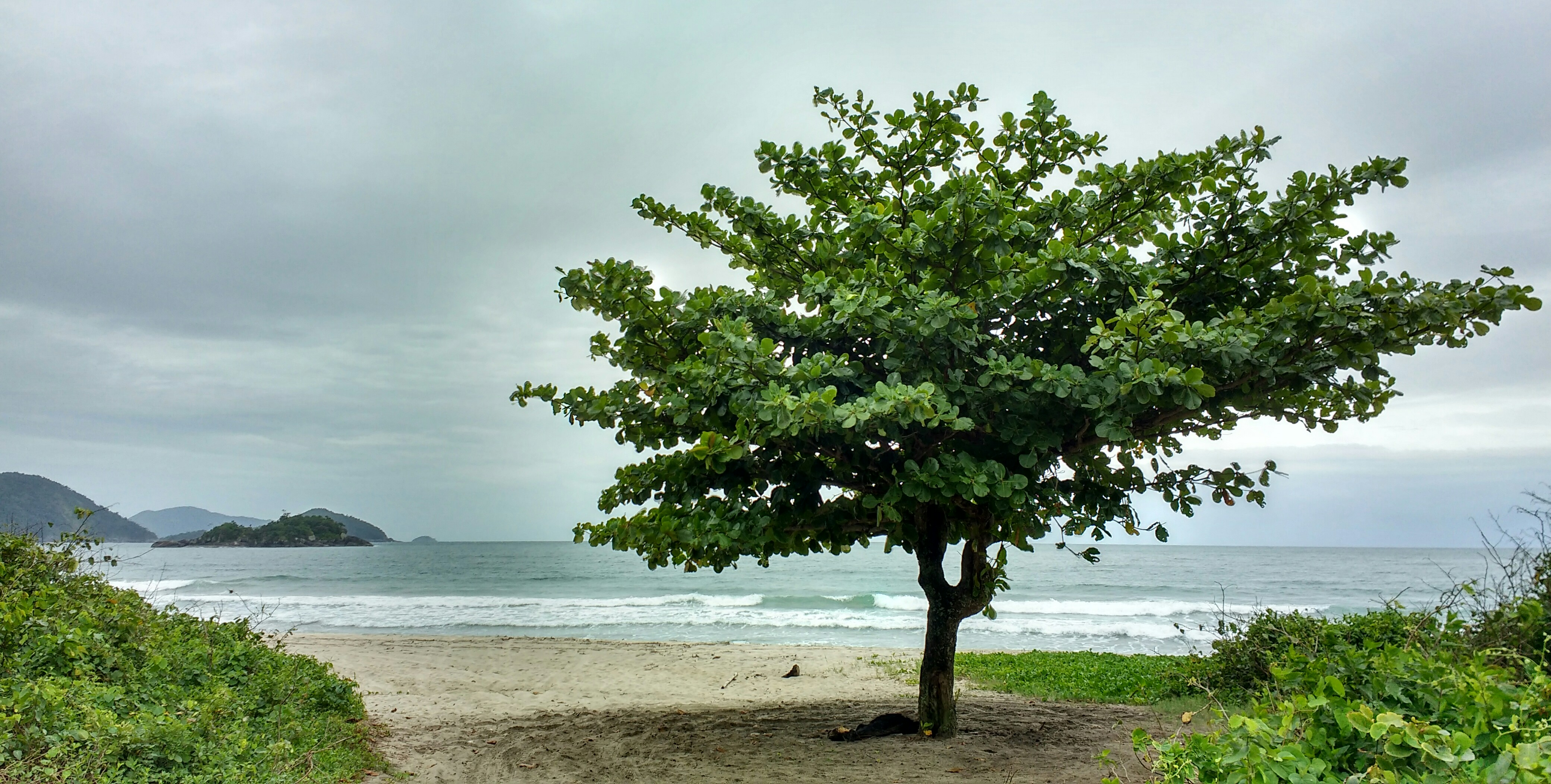
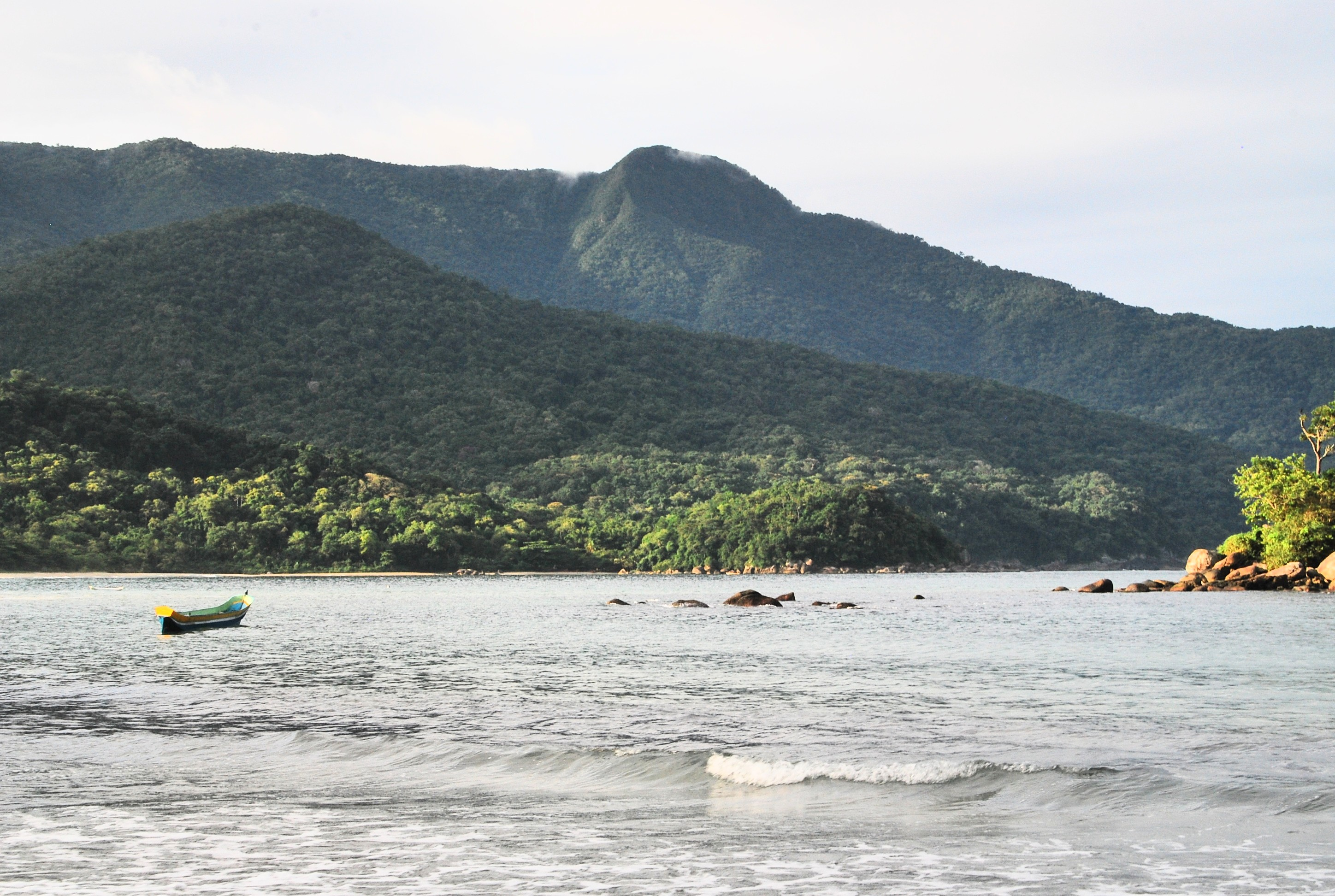
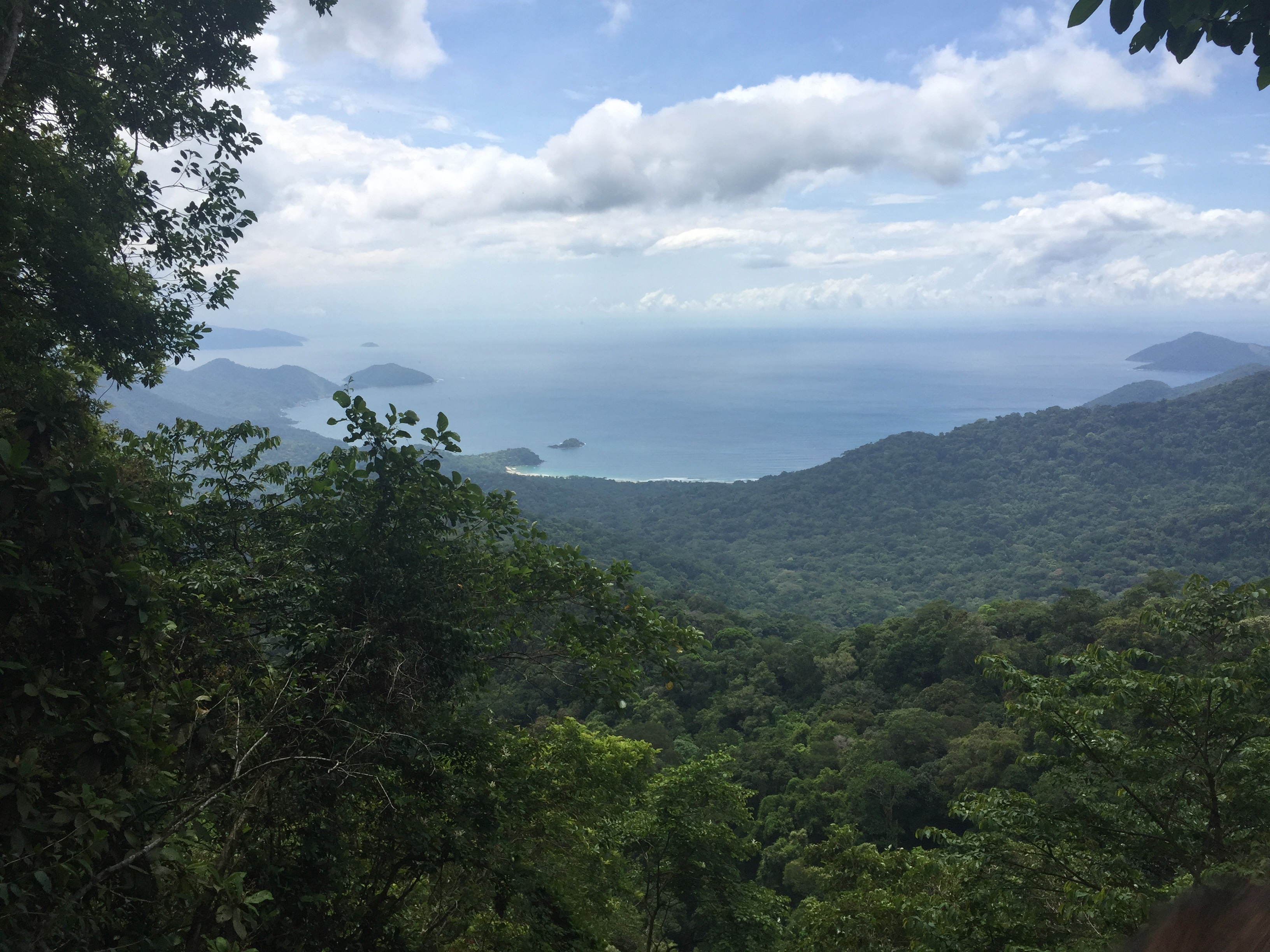